# De la Roche (1986)
De la Roche is een sinds 1986 Belgisch adellijk geslacht.

## Geschiedenis
Dit geslacht heeft als stamvader Serge de la Roche (1945). Hij is een zoon van Jacques Rysman de Lockerente (1908-1948) en jkvr. Nicole de la Roche (1914-1978), telg uit het geslacht De la Roche. In 1983 werd hij geadopteerd door de ongetrouwde zus van zijn moeder, jkvr. Paule de la Roche (1916-2015), tevens laatste telg van haar geslacht, waarna hij de naam De la Roche aannam. Op 14 februari 1986 werd hij verheven in de Belgische adel waardoor hij en zijn nageslacht de titels van jonkheer/jonkvrouw verkregen; het wapen is hetzelfde als het oude geslacht De la Roche.
In 1992 verwierf de stamvader De la Roche het Ukkelse Papenkasteel.

### Wapenbeschrijving
In goud, een Sint Andrieskruis van zilver, gezoomd van keel, een zoom van hetzelfde. Een helm van zilver, gekroond, getralied, gesierd en omboord van goud, gevoerd en gehecht van keel. Dekkleden: goud en keel. Helmteken: een vlucht van keel.

## Enkele telgen
Jhr. dr. Serge de la Roche (1945), hoofd van het geslacht
- Jhr. ir. Brieuc de la Roche MSc. (1981), vermoedelijke opvolger als hoofd van het geslacht

### Adellijke allianties
- Orban de Xivry (1970),  Lunden de Biolley (2006), Gericke d'Herwijnen (2015)

### Bezit
- Papenkasteel (Ukkel, Brussel)